# 大ヨークシャー種
大ヨークシャー種はブタの品種のひとつである。原産地はイングランド北部のヨークシャー。原産国イギリスでは「ラージ・ホワイト（Large White）」種と呼ばれ、日本では「大ヨークシャー」種の名称で品種登録されている。その他の諸国ではふつう「ヨークシャー」種と呼ばれている。

## 名称
原産国のイギリスでは「ラージ・ホワイト（Large White）」と呼ばれている。原産地のヨーク地方で19世紀に本種が白色ブタの改良品種として登場した頃、大型種を「ラージ・ホワイト」、小型種を「スモール・ホワイト」と俗称され始めたのが始まりで、19世紀後半には正式名「ラージ・ホワイト」として血統登録が開始された。
同じ頃、この「ラージ・ホワイト」と「スモール・ホワイト」の交雑改良種とみられる「ミドル・ホワイト」種が作出された。ミドル・ホワイト種が明治時代に日本国内へ導入される際、日本では原産地の名前から「ヨークシャー」種と命名され、品種登録が行われた。これから大きく遅れた1960年代になって、ラージ・ホワイト種が本格的に日本に導入されるようになり、1966年（昭和41年）から「大ヨークシャー種」の名前で品種登録が始まった。以来、日本国内の血統管理を行う日本養豚協会や農林水産省での正式名称は「大ヨークシャー（種）」で、略称は「W」となっている。
イギリスと日本以外の諸国では、たいてい「ヨークシャー（Yorkshire）」種と呼ばれている。

## 概要
大ヨークシャー種は、家畜豚としては世界で最もポピュラーな品種である。19世紀から20世紀にかけて、純粋品種として世界中で普及したほか、各国の在来種の改良にあてられた。近年、世界で最も飼養頭数の多いランドレース種も、大ヨークシャー種と在来種の交雑によって作出された品種である。
近年は世界的に純粋品種による生産よりも、三元豚と呼ばれるような交雑による生産が主流になっている。大ヨークシャー種はこの生産方式のなかで、もっぱら雌豚を生産するための素豚として利用されており、引き続き多くの国の養豚産業で重要視されている。
映画『ベイブ』（1995年）の主役は大ヨークシャー種である。

## 特徴

### 外見
大型種である。仔ブタは体重1.0から1.3キログラムで生まれ、生後半年で90キログラム、生後1年で160から190キログラムに成長する。成獣になると、オスの体重はおおむね370キログラム（350から380キログラム）、メスは340キログラムとなる。オスの大きなものは最大で500キログラムを超えるほどに成長するものもいる。
胴体が長く、横から見ると長方形をしているのが特徴。背中は平らであるか、やや弓なりになる。背は高く、胸周りや肋骨まわりが発達し、腹部は肉付きがよいが引き締まっている。後ろ脚も大きいが、下腿はさほど大きくはならない。
顔はやや長めで、鼻面がはっきりとしゃくれているヨークシャー種（ミドルホワイト種）と違い、顔面はわずかにしゃくれている程度である。耳は大きく、薄く、立っている。
皮膚はピンク色で、まばらに白い毛が生えている。

### 家畜として

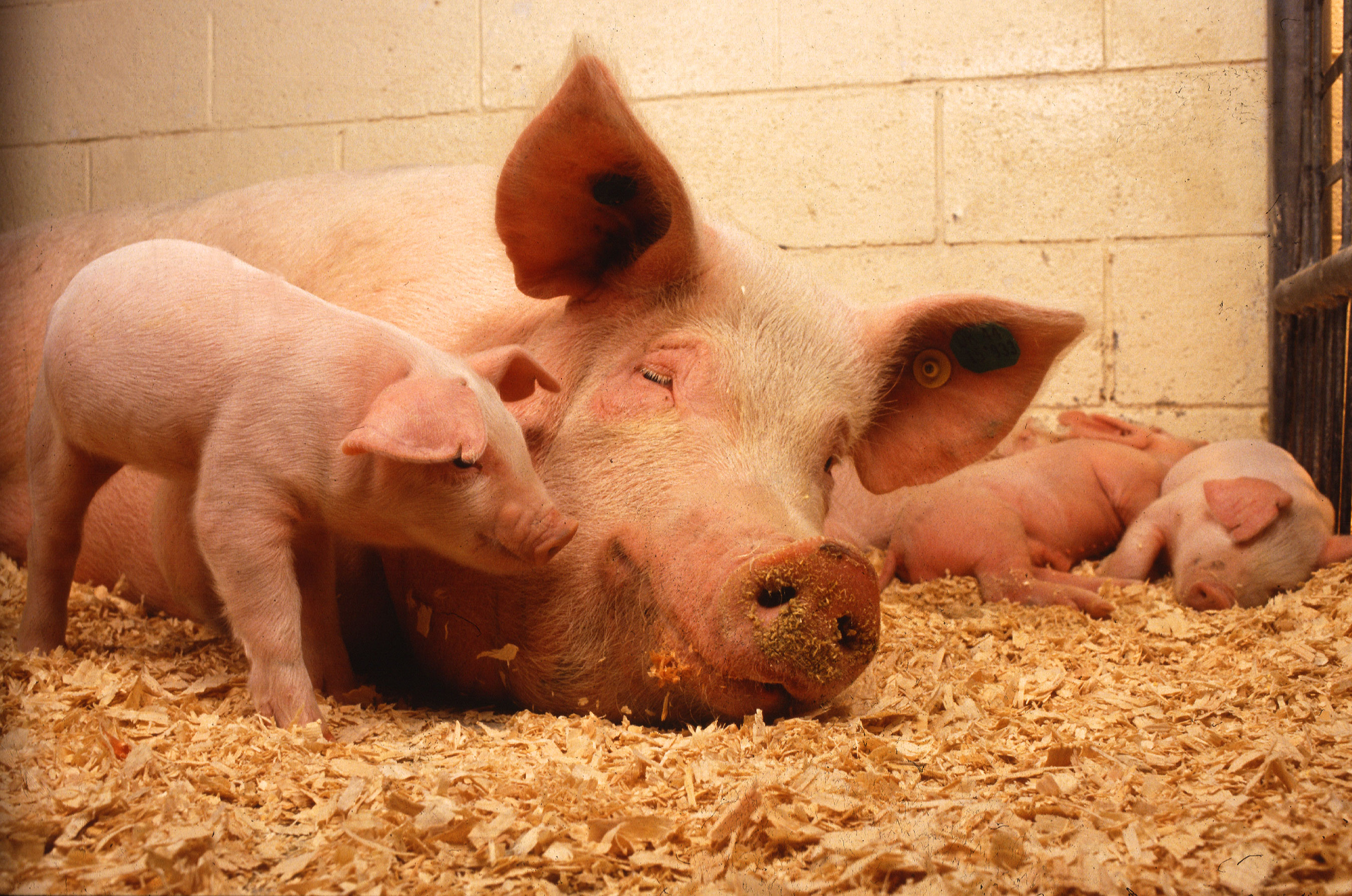
大ヨークシャー種の母は子育て能力が高い。

性質は穏やかで従順である。飼料効率も優れている。
多産で、発育が早い。そして母ブタは足腰が強く、よく子育てをする。そのため、交雑繁殖をする際の母系に適している。

### 肉質
体積に富み、肉付きがよい。枝肉としたときに、豚肉としては赤肉の割合が高く、赤肉と脂肪の割合がバランスがよい。ハムやベーコンなど、加工用として優れている。
イギリスの伝統的な大ヨークシャー種は、豚肉のなかでも赤肉の多いタイプ（「ベーコンタイプ」）である。アメリカでは、消費者の健康志向によってより脂肪の少ないタイプが好まれるようになり、同じ大ヨークシャー種でもイギリスよりも脂肪の割合が少ない赤肉メインのタイプ（「ミートタイプ」）となっている。両者を比較すると、イギリスの大ヨークシャー種の肉は、保水性が高く、きめ細やかである。また、脂肪の融点も高い。

## 歴史

### 品種の成立
大ヨークシャー種は19世紀にイングランド北部のヨーク地方で創出された。ただ、品種創出の最初期のことについては、よくわかっていない。コリング兄弟が作出者であるともいう。
ヨーク地方の在来ブタをもとに、別品種を交雑して改良することで確立された品種である。『The Production and Marketing of Pigs』（1948年）の著者Hamish Reid Davidson（1893–1972）は、カンバーランド種、レスターシャー種（レスター種）が交雑に用いられたのではないかと推定している。『Pork:A Global History（2012年）』（『豚肉の歴史』（2015年））の著者Katharine M. Rogersなどは中国系の品種が交雑に用いられたとしている。このほかイタリア産のネアポリタン種（ナポリタン種）も交雑されたとも考えられている。
大ヨークシャー種としての特徴を備えたブタが登場し始めるのは19世紀前半で、明確な記録があるものとしては1831年の品評会に遡る。1851年の品評会で、ヨーク地方産の白色ブタが好評を博したのを機に知られるようになって、とくに大きさによって「Large White」（大ヨークシャー種）、「Small White」（スモールホワイト種、絶滅）に分類された。当時はいろいろな名前で通称されていて混同されることもあったという。1868年には品種としての確立が認められ、1884年から血統登録が開始された。これにより純粋種としての大ヨークシャー種の系統繁殖が行われるようになった。

### 普及
大ヨークシャー（ラージ・ホワイト）種とヨークシャー（ミドル・ホワイト）種を比較すると、ヨークシャー種のほうが早熟で飼育が容易である。このため小規模農家が養豚の主力だったイギリスでは、ヨークシャー種（ミドル・ホワイト）が普及した。
しかし、経営を拡大して効率を追求し、事業者が競争する時代になると、飼育技術の向上もあって、大型種の大ヨークシャー（ラージ・ホワイト）のほうが経営効率がよく、しだいに養豚の主力になっていった。また、大ヨークシャー種はイギリス国外で注目を集め、さまざまな国へ輸出され、とくにヨーロッパ諸国や北米で純粋種として育成されたり、在来種の改良にあてられた。20世紀前半には、世界のあちこちで最も飼育される品種となった。
近年は、純粋品種としてはランドレース種に次ぐ飼養頭数である。さらに、交雑生産の母体となるメス豚を生産するため、母系の品種として世界中で利用されている。

### 日本での歴史

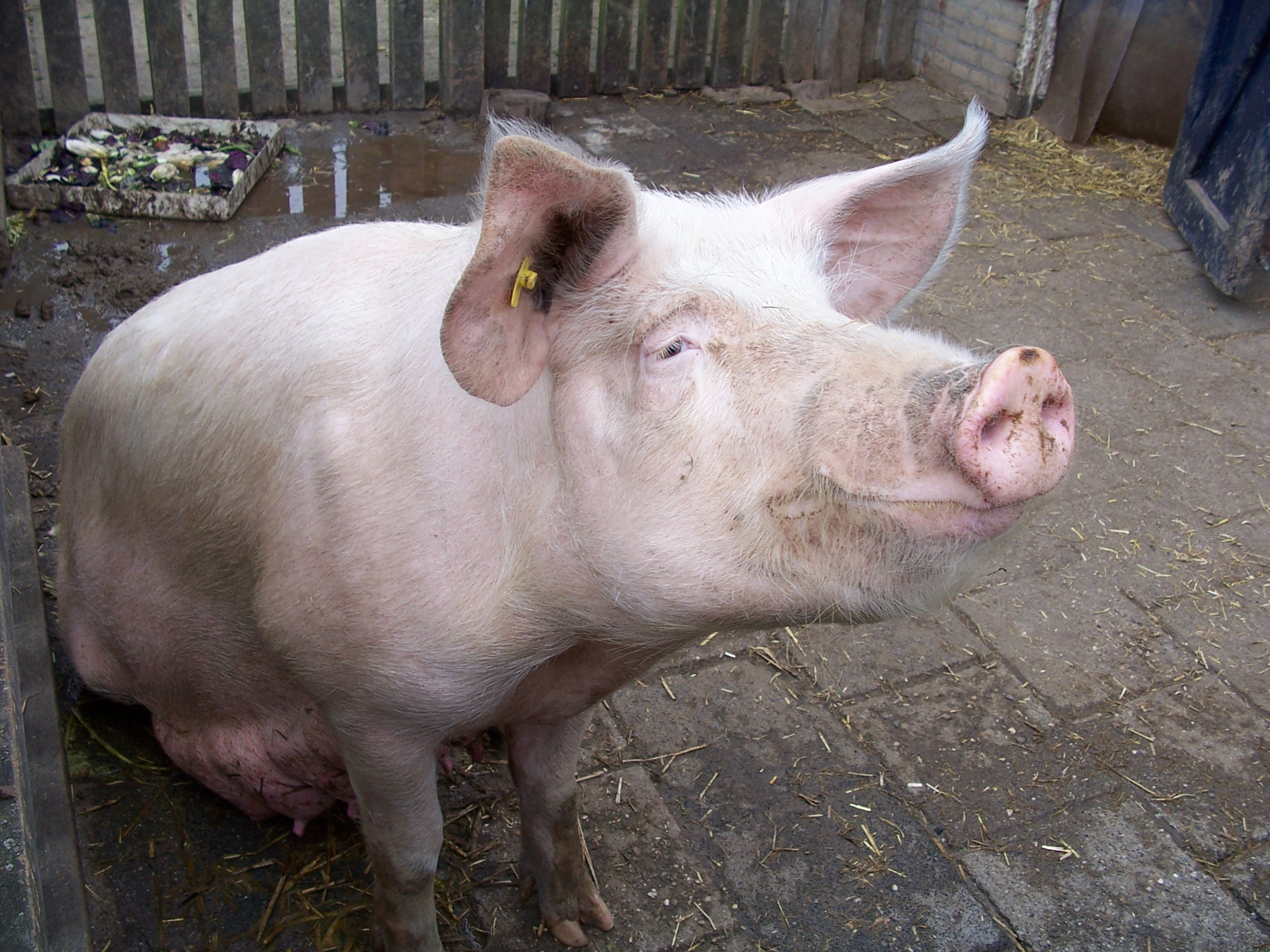
悪環境下での大ヨークシャー種

明治時代になると、日本へはさまざまな家畜の西洋品種が国内に導入された。早くに入ったのはイギリス原産のサフォーク種やバークシャー種、アメリカ原産のチェスターホワイト種である。しかし当時の日本国内では、アメリカのように家畜用飼料の穀物生産は充分ではなく、もっぱら都市部で排出される食品廃棄物に依存してブタを飼養するようなった。1900年（明治36年）には国策としての導入種は中ヨークシャー種（ミドルホワイト）とバークシャー種に選定された。だが大正時代までに、鹿児島県や埼玉県の一部地域でバークシャー種が人気になったのを例外として、ほとんどの都道府県では中ヨークシャー種が養豚の中心になった。当時は、ブタ肉の多くは加工品となっており、精肉として流通するものは多くはなかった。
大ヨークシャー種（ラージホワイト）は明治39年（1906年）以降、何回かイギリスから導入が試みられた。しかし小規模農家には飼育が難しく、定着しなかった。第2次世界大戦の終結から10年ほど経つと、日本国内の食糧事情が改善され、大型種を導入する余力が生まれてランドレース種や大ヨークシャー種の本格的な導入が始まった。
大ヨークシャー種は、1960年代以降に日本国内でも普及するようになった。1966（昭和41年）には日本国内での大ヨークシャー種の血統登録制度がスタートした。翌年には種ブタの審査基準が定められ、2年後の1969年（昭和44年）からは産肉能力の登録も行われるようになった。
1977年（昭和52年）から1985年（昭和60年）には、毎年5000頭から6000頭の大ヨークシャー種が新たに種ブタとして登録された。1999年（平成11年）の統計では、日本国内で新規登録された種ブタ総数9544頭のうち、2879頭（約30パーセント）が大ヨークシャー種で、ランドレース種（40パーセント）に次ぐ2番手の数となっている。
近年は、純粋種の生産よりも、「三元交雑」（三元豚）と呼ばれる繁殖方法が主流となっている。これは、純粋3品種の交雑によって肉用豚を生産する手法である。日本では、ランドレース種と大ヨークシャー種の交雑によって得られた雌ブタを母ブタとし、これにデュロック種の雄を交配して生まれたブタを肉用に肥育するのがもっとも一般的である。

## 大ヨークシャー種を祖とするさまざまな品種
世界で最も普及している品種のひとつであるランドレース種は、デンマークで大ヨークシャー種をもとに創出された品種である。
（デンマーク・）ランドレース種が市場で優位に立つと、デンマーク政府は国内の畜産業保護のため、この品種のブタを生きたまま国外へ輸出することを禁止した。しかし北欧諸国では禁止前に生体を持ち込んでおり、各国でデンマーク・ランドレース種と大ヨークシャー種の交雑によって新品種を作出した。フィンランド・ランドレース種、スウェーデン・ランドレース種、ノルウェー・ランドレース種がこれにあたる。
ドイツでは、ドイツの在来種に大ヨークシャー種を交配し、エーデル・シュヴァイン種（ドイツ・ヨークシャー種）を創出した。
中国では、1950年代以降、オーストラリアやイギリスから大ヨークシャー種が導入された。武漢市で、在来品種と大ヨークシャー種、ランドレース種を交雑して湖北白豚種が創出された。このほか、中国のさまざまな白豚品種が大ヨークシャー種の血を引いている。